# Wereldkampioenschap superbike van Portimão 2013
Het wereldkampioenschap superbike van Portimão 2013 was de zesde ronde van het wereldkampioenschap superbike en het wereldkampioenschap Supersport 2013. De races werden verreden op 9 juni 2013 op het Autódromo Internacional do Algarve nabij Portimão, Portugal.

## Superbike

### Race 1
| Pos | Nr | Rijder            | Constructeur | Rondes | Tijd        | Grid | Punten |
| --- | -- | ----------------- | ------------ | ------ | ----------- | ---- | ------ |
| 1   | 33 | Marco Melandri    | BMW          | 22     | 38:12.447   | 4    | 25     |
| 2   | 50 | Sylvain Guintoli  | Aprilia      | 22     | +0.007      | 5    | 20     |
| 3   | 66 | Tom Sykes         | Kawasaki     | 22     | +4.224      | 1    | 16     |
| 4   | 2  | Leon Camier       | Suzuki       | 22     | +9.479      | 13   | 13     |
| 5   | 76 | Loris Baz         | Kawasaki     | 22     | +12.057     | 6    | 11     |
| 6   | 19 | Chaz Davies       | BMW          | 22     | +16.610     | 12   | 10     |
| 7   | 84 | Michel Fabrizio   | Aprilia      | 22     | +21.350     | 9    | 9      |
| 8   | 16 | Jules Cluzel      | Suzuki       | 22     | +22.337     | 8    | 8      |
| 9   | 7  | Carlos Checa      | Ducati       | 22     | +23.662     | 7    | 7      |
| 10  | 23 | Federico Sandi    | Kawasaki     | 22     | +1:26.995   | 19   | 6      |
| 11  | 31 | Vittorio Iannuzzo | BMW          | 22     | +1:27.119   | 16   | 5      |
| 12  | 18 | Ivan Clementi     | BMW          | 22     | +1:29.096   | 18   | 4      |
| 13  | 27 | Max Neukirchner   | Ducati       | 19     | +3 ronden   | 15   | 3      |
| DNF | 86 | Ayrton Badovini   | Ducati       | 19     | Uitgevallen | 10   |        |
| DNF | 58 | Eugene Laverty    | Aprilia      | 11     | Uitgevallen | 2    |        |
| DNF | 91 | Leon Haslam       | Honda        | 9      | Uitgevallen | 14   |        |
| DNF | 65 | Jonathan Rea      | Honda        | 8      | Uitgevallen | 3    |        |
| DNF | 5  | Alexander Lundh   | Kawasaki     | 6      | Ongeluk     | 17   |        |
| DNF | 34 | Davide Giugliano  | Aprilia      | 5      | Ongeluk     | 11   |        |

### Race 2
| Pos | Nr | Rijder            | Constructeur | Rondes | Tijd         | Grid | Punten |
| --- | -- | ----------------- | ------------ | ------ | ------------ | ---- | ------ |
| 1   | 58 | Eugene Laverty    | Aprilia      | 22     | 38:02.051    | 2    | 25     |
| 2   | 50 | Sylvain Guintoli  | Aprilia      | 22     | +4.107       | 5    | 20     |
| 3   | 65 | Jonathan Rea      | Honda        | 22     | +5.853       | 3    | 16     |
| 4   | 76 | Loris Baz         | Kawasaki     | 22     | +15.306      | 6    | 13     |
| 5   | 19 | Chaz Davies       | BMW          | 22     | +17.552      | 12   | 11     |
| 6   | 7  | Carlos Checa      | Ducati       | 22     | +18.366      | 7    | 10     |
| 7   | 16 | Jules Cluzel      | Suzuki       | 22     | +29.392      | 8    | 9      |
| 8   | 86 | Ayrton Badovini   | Ducati       | 22     | +38.359      | 10   | 8      |
| 9   | 34 | Davide Giugliano  | Aprilia      | 22     | +39.321      | 11   | 7      |
| 10  | 84 | Michel Fabrizio   | Aprilia      | 22     | +44.603      | 9    | 6      |
| 11  | 27 | Max Neukirchner   | Ducati       | 22     | +45.339      | 15   | 5      |
| 12  | 33 | Marco Melandri    | BMW          | 22     | +45.429      | 4    | 4      |
| 13  | 23 | Federico Sandi    | Kawasaki     | 22     | +1:16.310    | 19   | 3      |
| 14  | 5  | Alexander Lundh   | Kawasaki     | 22     | +1:16.375    | 17   | 2      |
| 15  | 31 | Vittorio Iannuzzo | BMW          | 22     | +1:18.303    | 16   | 1      |
| 16  | 18 | Ivan Clementi     | BMW          | 22     | +1:24.259    | 18   |        |
| NC  | 66 | Tom Sykes         | Kawasaki     | 15     | +7 ronden    | 1    |        |
| DNF | 2  | Leon Camier       | Suzuki       | 11     | Uitgevallen  | 13   |        |
| DNS | 91 | Leon Haslam       | Honda        | 0      | Niet gestart | 14   |        |

## Supersport
| Pos | Nr  | Rijder               | Constructeur | Rondes | Tijd           | Grid | Punten |
| --- | --- | -------------------- | ------------ | ------ | -------------- | ---- | ------ |
| 1   | 11  | Sam Lowes            | Yamaha       | 20     | 35:32.882      | 1    | 25     |
| 2   | 99  | Fabien Foret         | Kawasaki     | 20     | +0.380         | 4    | 20     |
| 3   | 54  | Kenan Sofuoğlu       | Kawasaki     | 20     | +0.502         | 2    | 16     |
| 4   | 60  | Michael van der Mark | Honda        | 20     | +1.322         | 6    | 13     |
| 5   | 32  | Sheridan Morais      | Honda        | 20     | +9.537         | 3    | 11     |
| 6   | 4   | Jack Kennedy         | Honda        | 20     | +11.772        | 7    | 10     |
| 7   | 8   | Andrea Antonelli     | Kawasaki     | 20     | +13.535        | 5    | 9      |
| 8   | 9   | Luca Scassa          | Kawasaki     | 20     | +13.953        | 8    | 8      |
| 9   | 5   | Raffaele De Rosa     | Honda        | 20     | +14.728        | 9    | 7      |
| 10  | 21  | Christian Iddon      | MV Agusta    | 20     | +18.756        | 16   | 6      |
| 11  | 65  | Vladimir Leonov      | Yamaha       | 20     | +18.909        | 12   | 5      |
| 12  | 55  | Massimo Roccoli      | Yamaha       | 20     | +32.012        | 14   | 4      |
| 13  | 25  | Alex Baldolini       | Suzuki       | 20     | +32.039        | 18   | 3      |
| 14  | 26  | Lorenzo Zanetti      | Honda        | 20     | +32.118        | 24   | 2      |
| 15  | 87  | Luca Marconi         | Honda        | 20     | +33.152        | 20   | 1      |
| 16  | 37  | David Linortner      | Honda        | 20     | +39.207        | 15   |        |
| 17  | 64  | Matt Davies          | Honda        | 20     | +45.202        | 17   |        |
| 18  | 6   | Vladimir Ivanov      | Kawasaki     | 20     | +45.238        | 25   |        |
| 19  | 7   | Nacho Calero         | Honda        | 20     | +56.229        | 22   |        |
| 20  | 117 | Miguel Praia         | Honda        | 20     | +59.022        | 29   |        |
| 21  | 59  | Alex Schacht         | Honda        | 20     | +59.101        | 31   |        |
| 22  | 35  | Mitchell Carr        | Triumph      | 20     | +1:00.174      | 28   |        |
| 23  | 10  | Imre Tóth            | Honda        | 20     | +1:03.756      | 26   |        |
| 24  | 61  | Fabio Menghi         | Yamaha       | 20     | +1:40.470      | 27   |        |
| 25  | 33  | Yves Polzer          | Honda        | 19     | +1 ronde       | 32   |        |
| 26  | 24  | Eduard Blokhin       | Honda        | 19     | +1 ronde       | 33   |        |
| NC  | 44  | David Salom          | Kawasaki     | 13     | +7 ronden      | 11   |        |
| DNF | 44  | Roberto Rolfo        | MV Agusta    | 17     | Uitgevallen    | 13   |        |
| DNF | 34  | Balázs Németh        | Honda        | 17     | Uitgevallen    | 30   |        |
| DNF | 14  | Gábor Talmácsi       | Honda        | 12     | Uitgevallen    | 19   |        |
| DNF | 88  | Kev Coghlan          | Kawasaki     | 9      | Schade ongeluk | 23   |        |
| DNF | 20  | Mathew Scholtz       | Suzuki       | 9      | Schade ongeluk | 21   |        |
| DNF | 84  | Riccardo Russo       | Kawasaki     | 0      | Uitgevallen    | 10   |        |

## Tussenstanden na wedstrijd

### Superbike
| Pos | Nr | Rijder           | Team     | Punten |
| --- | -- | ---------------- | -------- | ------ |
| 1   | 50 | Sylvain Guintoli | Aprilia  | 213    |
| 2   | 66 | Tom Sykes        | Kawasaki | 185    |
| 3   | 58 | Eugene Laverty   | Aprilia  | 174    |
| 4   | 33 | Marco Melandri   | BMW      | 156    |
| 5   | 19 | Chaz Davies      | BMW      | 133    |

### Supersport
| Pos | Nr | Rijder               | Team     | Punten |
| --- | -- | -------------------- | -------- | ------ |
| 1   | 11 | Sam Lowes            | Yamaha   | 120    |
| 2   | 54 | Kenan Sofuoğlu       | Kawasaki | 81     |
| 3   | 99 | Fabien Foret         | Kawasaki | 81     |
| 4   | 60 | Michael van der Mark | Honda    | 62     |
| 5   | 26 | Lorenzo Zanetti      | Honda    | 55     |

2008 · 2009 · 2010 · 2011 · 2012 · 2013 · 2014 · 2015 · 2017 · 2018 · 2019 · 2020 · 2021 · 2022 · 2023 · 2024 · 2025